# Gran Premio di superbike d'Europa 2001
Il Gran Premio di superbike d'Europa 2001 è stato la decima prova su tredici del campionato mondiale Superbike 2001, disputato il 29 luglio sul circuito di Brands Hatch, ha visto la vittoria di Ben Bostrom in gara 1, lo stesso pilota si è ripetuto anche in gara 2.
La vittoria nella gara valevole per il campionato mondiale Supersport è stata ottenuta da Jörg Teuchert, mentre la gara del campionato Europeo della classe Superstock viene vinta da Mark Heckles.
La prima delle due gare del mondiale Superbike è stata interrotta una prima volta con bandiera rossa e ripresa in un secondo tempo; il risultato finale è stato definito dalla somma dei tempi delle due parti.

## Risultati

### Gara 1

#### Arrivati al traguardo[5]
| Pos. | Nº  | Pilota              | Squadra               | Motocicletta        | Giri | Tempo     | Griglia | Punti |
| ---- | --- | ------------------- | --------------------- | ------------------- | ---- | --------- | ------- | ----- |
| 1º   | 155 | Ben Bostrom         | Ducati L&M            | Ducati 996 R        | 25   | 36:41.759 | 3º      | 25    |
| 2º   | 100 | Neil Hodgson        | GSE Racing            | Ducati 996 RS       | 25   | +0:01.508 | 1º      | 20    |
| 3º   | 1   | Colin Edwards       | Castrol Honda         | Honda VTR1000 SP    | 25   | +0:09.202 | 4º      | 16    |
| 4º   | 4   | Pierfrancesco Chili | Suzuki Alstare Corona | Suzuki GSX R750     | 25   | +0:10.016 | 5º      | 13    |
| 5º   | 21  | Troy Bayliss        | Ducati Infostrada     | Ducati 996 R        | 25   | +0:14.634 | 14º     | 11    |
| 6º   | 11  | Rubén Xaus          | Ducati Infostrada     | Ducati 996 R        | 25   | +0:21.882 | 16º     | 10    |
| 7º   | 24  | Stéphane Chambon    | Suzuki Alstare Corona | Suzuki GSX R750     | 25   | +0:24.246 | 13º     | 9     |
| 8º   | 3   | Troy Corser         | Virgilio Aprilia Axo  | Aprilia RSV 1000    | 25   | +0:25.236 | 8º      | 8     |
| 9º   | 62  | Sean Emmett         | Revè Red Bull Ducati  | Ducati 996 R        | 25   | +0:25.810 | 11º     | 7     |
| 10º  | 5   | Akira Yanagawa      | Fuchs Kawasaki        | Kawasaki ZX 7RR     | 25   | +0:26.552 | 10º     | 6     |
| 11º  | 52  | James Toseland      | GSE Racing            | Ducati 996 RS       | 25   | +0:26.720 | 6º      | 5     |
| 12º  | 8   | Tadayuki Okada      | Castrol Honda         | Honda VTR1000 SP    | 25   | +0:43.970 | 12º     | 4     |
| 13º  | 14  | Peter Goddard       | Benelli Sport         | Benelli Tornado 900 | 25   | +0:47.177 | 27º     | 3     |
| 14º  | 99  | Steve Martin        | DFX Racing            | Ducati 996 RS       | 25   | +0:52.671 | 21º     | 2     |
| 15º  | 20  | Marco Borciani      | Pedercini             | Ducati 996 RS       | 25   | +0:53.072 | 20º     | 1     |
| 16º  | 46  | Mauro Sanchini      | Pedercini             | Ducati 996 RS       | 25   | +0:55.532 | 22º     |       |
| 17º  | 35  | Giovanni Bussei     | Ducati NCR            | Ducati 996 RS       | 25   | +0:56.348 | 17º     |       |
| 18º  | 27  | Bertrand Stey       | White Endurance       | Honda VTR1000 SP    | 25   | +0:56.885 | 23º     |       |
| 19º  | 51  | Marty Craggill      | Pacific               | Ducati 996 RS       | 25   | +1:04.010 | 25º     |       |
| 20º  | 7   | Juan Borja          | Panavto Yamaha        | Yamaha R7           | 25   | +1:20.154 | 26º     |       |
| 21º  | 96  | Kim Ashkenazi       | Kawasaki Bertocchi    | Kawasaki ZX 7RR     | 25   | +1:54.613 | 30º     |       |
| 22º  | 69  | Ferdinando Di Maso  | Kawasaki Bertocchi    | Kawasaki ZX 7RR     | 25   | +2:13.231 | 31º     |       |

#### Ritirati
| Nº | Pilota           | Squadra                  | Motocicletta     | Giri | Griglia |
| -- | ---------------- | ------------------------ | ---------------- | ---- | ------- |
| 60 | John Reynolds    | Revè Red Bull Ducati     | Ducati 996 RS    | 17   | 7º      |
| 6  | Gregorio Lavilla | Fuchs Kawasaki           | Kawasaki ZX 7RR  | 17   | 19º     |
| 74 | Dean Ellison     | DB Racing                | Honda VTR1000 R  | 16   | 28º     |
| 70 | James Haydon     | Virgin Mobil Aiwa Yamaha | Yamaha R7        | 10   | 15º     |
| 33 | Robert Ulm       | Gerin WSBK               | Ducati 996 RS    | 10   | 18º     |
| 55 | Régis Laconi     | Virgilio Aprilia Axo     | Aprilia RSV 1000 | 9    | 9º      |
| 22 | Lucio Pedercini  | Pedercini                | Ducati 996 RS    | 8    | 29º     |
| 61 | Steve Hislop     | Monster Mob Ducati       | Ducati 996 RS    | 1    | 2º      |
| 25 | Javier Rodríguez | Ghelfi Art               | Honda VTR1000 R  | 1    | 32º     |

### Gara 2

#### Arrivati al traguardo[6]
| Pos. | Nº  | Pilota              | Squadra               | Motocicletta        | Giri | Tempo     | Griglia | Punti |
| ---- | --- | ------------------- | --------------------- | ------------------- | ---- | --------- | ------- | ----- |
| 1º   | 155 | Ben Bostrom         | Ducati L&M            | Ducati 996 R        | 25   | 36:28.522 | 3º      | 25    |
| 2º   | 100 | Neil Hodgson        | GSE Racing            | Ducati 996 RS       | 25   | +0:02.581 | 1º      | 20    |
| 3º   | 21  | Troy Bayliss        | Ducati Infostrada     | Ducati 996 R        | 25   | +0:10.907 | 14º     | 16    |
| 4º   | 4   | Pierfrancesco Chili | Suzuki Alstare Corona | Suzuki GSX R750     | 25   | +0:10.942 | 5º      | 13    |
| 5º   | 1   | Colin Edwards       | Castrol Honda         | Honda VTR1000 SP    | 25   | +0:11.485 | 4º      | 11    |
| 6º   | 52  | James Toseland      | GSE Racing            | Ducati 996 RS       | 25   | +0:17.234 | 6º      | 10    |
| 7º   | 60  | John Reynolds       | Revè Red Bull Ducati  | Ducati 996 RS       | 25   | +0:17.236 | 7º      | 9     |
| 8º   | 5   | Akira Yanagawa      | Fuchs Kawasaki        | Kawasaki ZX 7RR     | 25   | +0:23.920 | 10º     | 8     |
| 9º   | 24  | Stéphane Chambon    | Suzuki Alstare Corona | Suzuki GSX R750     | 25   | +0:24.169 | 13º     | 7     |
| 10º  | 62  | Sean Emmett         | Revè Red Bull Ducati  | Ducati 996 R        | 25   | +0:29.332 | 11º     | 6     |
| 11º  | 55  | Régis Laconi        | Virgilio Aprilia Axo  | Aprilia RSV 1000    | 25   | +0:31.874 | 9º      | 5     |
| 12º  | 11  | Rubén Xaus          | Ducati Infostrada     | Ducati 996 R        | 25   | +0:32.034 | 16º     | 4     |
| 13º  | 3   | Troy Corser         | Virgilio Aprilia Axo  | Aprilia RSV 1000    | 25   | +0:32.568 | 8º      | 3     |
| 14º  | 6   | Gregorio Lavilla    | Fuchs Kawasaki        | Kawasaki ZX 7RR     | 25   | +0:32.928 | 19º     | 2     |
| 15º  | 8   | Tadayuki Okada      | Castrol Honda         | Honda VTR1000 SP    | 25   | +0:33.200 | 12º     | 1     |
| 16º  | 14  | Peter Goddard       | Benelli Sport         | Benelli Tornado 900 | 25   | +0:52.137 | 27º     |       |
| 17º  | 20  | Marco Borciani      | Pedercini             | Ducati 996 RS       | 25   | +0:52.190 | 20º     |       |
| 18º  | 99  | Steve Martin        | DFX Racing            | Ducati 996 RS       | 25   | +1:03.280 | 21º     |       |
| 19º  | 33  | Robert Ulm          | Gerin WSBK            | Ducati 996 RS       | 25   | +1:04.088 | 18º     |       |
| 20º  | 27  | Bertrand Stey       | White Endurance       | Honda VTR1000 SP    | 25   | +1:05.003 | 23º     |       |
| 21º  | 96  | Kim Ashkenazi       | Kawasaki Bertocchi    | Kawasaki ZX 7RR     | 24   | +1 giro   | 30º     |       |

#### Ritirati
| Nº | Pilota             | Squadra                  | Motocicletta    | Giri | Griglia |
| -- | ------------------ | ------------------------ | --------------- | ---- | ------- |
| 46 | Mauro Sanchini     | Pedercini                | Ducati 996 RS   | 21   | 22º     |
| 69 | Ferdinando Di Maso | Kawasaki Bertocchi       | Kawasaki ZX 7RR | 18   | 31º     |
| 35 | Giovanni Bussei    | Ducati NCR               | Ducati 996 RS   | 14   | 17º     |
| 74 | Dean Ellison       | DB Racing                | Honda VTR1000 R | 10   | 28º     |
| 51 | Marty Craggill     | Pacific                  | Ducati 996 RS   | 7    | 25º     |
| 70 | James Haydon       | Virgin Mobil Aiwa Yamaha | Yamaha R7       | 5    | 15º     |
| 61 | Steve Hislop       | Monster Mob Ducati       | Ducati 996 RS   | 4    | 2º      |
| 22 | Lucio Pedercini    | Pedercini                | Ducati 996 RS   | 2    | 29º     |
| 25 | Javier Rodríguez   | Ghelfi Art               | Honda VTR1000 R | 1    | 32º     |
| 7  | Juan Borja         | Panavto Yamaha           | Yamaha R7       | 0    | 26º     |

### Supersport

#### Arrivati al traguardo
| Pos. | Nº | Pilota               | Squadra                      | Motocicletta    | Giri | Tempo     | Punti |
| ---- | -- | -------------------- | ---------------------------- | --------------- | ---- | --------- | ----- |
| 1º   | 1  | Jörg Teuchert        | Wilbers Suspension           | Yamaha YZF R6   | 23   | 34'53.995 | 25    |
| 2º   | 8  | Andrew Pitt          | Fuchs Kawasaki               | Kawasaki ZX 6R  | 23   | +0.011    | 20    |
| 3º   | 69 | James Whitham        | Yamaha Belgarda              | Yamaha YZF R6   | 23   | +0.016    | 16    |
| 4º   | 37 | Katsuaki Fujiwara    | Suzuki Alstare Corona Extra  | Suzuki GSX R600 | 23   | +1.497    | 13    |
| 5º   | 9  | Fabrizio Pirovano    | DMR Suzuki Italia            | Suzuki GSX R600 | 23   | +4.676    | 11    |
| 6º   | 7  | Pere Riba            | Ten Kate Honda               | Honda CBR 600   | 23   | +5.197    | 10    |
| 7º   | 2  | Paolo Casoli         | Yamaha Belgarda              | Yamaha YZF R6   | 23   | +5.480    | 9     |
| 8º   | 49 | Karl Harris          | Crescent Suzuki              | Suzuki GSX R600 | 23   | +9.979    | 8     |
| 9º   | 99 | Fabien Foret         | Ten Kate Honda               | Honda CBR 600   | 23   | +10.042   | 7     |
| 10º  | 4  | Christian Kellner    | Wilbers Suspension           | Yamaha YZF R6   | 23   | +10.670   | 6     |
| 11º  | 11 | Kevin Curtain        | BKM Honda                    | Honda CBR 600   | 23   | +13.711   | 5     |
| 12º  | 18 | Cristiano Migliorati | BKM Honda                    | Honda CBR 600   | 23   | +36.433   | 4     |
| 13º  | 15 | Werner Daemen        | Yamaha Belgium               | Yamaha YZF R6   | 23   | +36.546   | 3     |
| 14º  | 31 | Vittorio Iannuzzo    | DMR Suzuki Italia            | Suzuki GSX R600 | 23   | +36.909   | 2     |
| 15º  | 24 | Adam Fergusson       | Alpha Technick Castrol       | Honda CBR 600   | 23   | +37.270   | 1     |
| 16º  | 21 | Chris Vermeulen      | Castrol Honda                | Honda CBR 600   | 23   | +41.625   |       |
| 17º  | 23 | Dean Thomas          | Dienza Ducati Racing         | Ducati 748      | 23   | +43.625   |       |
| 18º  | 35 | Stefano Cruciani     | T. Italia Lorenzini by Leoni | Yamaha YZF R6   | 23   | +43.728   |       |
| 19º  | 40 | Shannon Johnson      | Moto 1 Honda Elf Dhold       | Honda CBR 600   | 23   | +43.967   |       |
| 20º  | 17 | Ivan Clementi        | GiMotor Sport                | Yamaha YZF R6   | 23   | +46.468   |       |
| 21º  | 65 | Jan Hanson           | Saveko Dee Cee Jeans         | Yamaha YZF R6   | 23   | +46.756   |       |
| 22º  | 67 | Franco Brugnara      | GiMotor Sport                | Yamaha YZF R6   | 23   | +46.970   |       |
| 23º  | 28 | Sébastien Le Grelle  | Moto 1 Honda Elf Dhold       | Honda CBR 600   | 23   | +49.584   |       |
| 24º  | 16 | Christer Lindholm    | Yamaha Belgium               | Yamaha YZF R6   | 23   | +59.705   |       |
| 25º  | 71 | Davide Bulega        | Lightspeed/Ducci Promo       | Yamaha YZF R6   | 23   | +1'06.670 |       |
| 26º  | 19 | Agustín Escobar      | Yamaha d'Antin               | Yamaha YZF R6   | 23   | +1'43.005 |       |

#### Ritirati
| Nº | Pilota               | Squadra                      | Motocicletta    | Giri |
| -- | -------------------- | ---------------------------- | --------------- | ---- |
| 44 | Antonio Carlacci     | DFX Racing                   | Ducati 748      | 19   |
| 5  | Karl Muggeridge      | Suzuki Alstare Corona Extra  | Suzuki GSX R600 | 13   |
| 22 | Vittoriano Guareschi | Dienza Ducati Racing         | Ducati 748      | 8    |
| 6  | Iain MacPherson      | Fuchs Kawasaki               | Kawasaki ZX 6R  | 7    |
| 68 | Steve Plater         | Alpha Technick Castrol       | Honda CBR 600   | 6    |
| 45 | Matt Llewellyn       | V & M Yamaha                 | Yamaha YZF R6   | 2    |
| 14 | Christophe Cogan     | Saveko Dee Cee Jeans         | Yamaha YZF R6   | 1    |
| 12 | Piergiorgio Bontempi | T. Italia Lorenzini by Leoni | Yamaha YZF R6   | 1    |

### Superstock

#### Arrivati al traguardo
| Pos. | Nº | Pilota               | Squadra                 | Motocicletta     | Giri | Tempo     | Punti |
| ---- | -- | -------------------- | ----------------------- | ---------------- | ---- | --------- | ----- |
| 1º   | 23 | Mark Heckles         | Rumi                    | Honda CBR 900    | 15   | 22'59.554 | 25    |
| 2º   | 19 | Walter Tortoroglio   | DMR Suzuki Italia       | Suzuki GSX R1000 | 15   | +2.327    | 20    |
| 3º   | 1  | James Ellison        | Hi-Peak Crescent Suzuki | Suzuki GSX R1000 | 15   | +3.460    | 16    |
| 4º   | 41 | Kieran Murphy        | Martin Raynor Cars/Cam  | Suzuki GSX R1000 | 15   | +4.254    | 13    |
| 5º   | 3  | Chris Burns          | Roundstone Racing       | Suzuki GSX R1000 | 15   | +5.047    | 11    |
| 6º   | 88 | Marty Nutt           | Tech 2000               | Suzuki GSX R1000 | 15   | +6.737    | 10    |
| 7º   | 4  | Olivier Four         | Tech 2000               | Suzuki GSX R1000 | 15   | +7.398    | 9     |
| 8º   | 45 | Gianluca Vizziello   | GiMotor Sport           | Yamaha R1        | 15   | +13.656   | 8     |
| 9º   | 28 | Giacomo Romanelli    | DMR Suzuki Italia       | Suzuki GSX R1000 | 15   | +13.884   | 7     |
| 10º  | 26 | Andi Notman          | Redwood Racing          | Suzuki GSX R1000 | 15   | +20.723   | 6     |
| 11º  | 55 | David Johnson        | Martin Raynor Cars/Cam  | Suzuki GSX R1000 | 15   | +21.049   | 5     |
| 12º  | 42 | Benny Jerzenbeck     | Steinhausen Racing      | Suzuki GSX R1000 | 15   | +22.714   | 4     |
| 13º  | 34 | Didier Van Keymeulen | ICSA-T Suzuki           | Suzuki GSX R1000 | 15   | +28.650   | 3     |
| 14º  | 21 | Koen Vleugels        | KS Racing               | Yamaha R1        | 15   | +29.056   | 2     |
| 15º  | 22 | Benjamin Nabert      | Suzuki Stefan Schmidt   | Suzuki GSX R1000 | 15   | +32.992   | 1     |
| 16º  | 31 | Ludovic Fourreau     | Arbr 'A' Cames          | Suzuki GSX R1000 | 15   | +33.214   |       |
| 17º  | 5  | Dario Tosolini       | Pedercini               | Ducati 996S      | 15   | +43.048   |       |
| 18º  | 35 | Paul Mooijman        | Saveko Dee Cee Jeans    | Yamaha R1        | 15   | +43.304   |       |
| 19º  | 76 | Günther Knobloch     | Yamaha Teuchert         | Yamaha R1        | 15   | +43.974   |       |
| 20º  | 90 | Lorenzo Mauri        | Pedercini               | Ducati 996S      | 15   | +44.252   |       |
| 21º  | 20 | Raffaello Fabbroni   | Rumi                    | Honda CBR 900    | 15   | +44.290   |       |
| 22º  | 36 | Alex Martinez        | Aprilia Desmo Racing    | Aprilia RSV R    | 15   | +50.971   |       |
| 23º  | 29 | Steve Coopman        | East Belgium Racing     | Yamaha R1        | 15   | +53.219   |       |
| 24º  | 18 | John Bakker          | Flanders Motor Racing   | Ducati 996S      | 15   | +53.265   |       |
| 25º  | 27 | Francesco Rafanelli  | Ghelfi Art              | Honda CBR 900    | 15   | +1'28.572 |       |
| 26º  | 77 | Niklas Carlberg      | Yamaha Sweden           | Yamaha R1        | 15   | +1'30.606 |       |

#### Ritirati
| Nº | Pilota           | Squadra             | Motocicletta     | Giri |
| -- | ---------------- | ------------------- | ---------------- | ---- |
| 69 | Yann Gyger       | White Endurance     | Honda CBR 900    | 11   |
| 47 | Chris Miller     | Eventmaker RG-Swona | Suzuki GSX R1000 | 10   |
| 30 | Michael Weynand  | East Belgium Racing | Yamaha R1        | 3    |
| 7  | Daniel Oliver    | FBC Racing          | Aprilia RSV R    | 3    |
| 16 | Lorenzo Alfonsi  | DFX Racing          | Ducati 996S      | 0    |
| 24 | Kyro Verstraeten | Ten Kate Honda      | Honda CBR 900    | 0    |
| 48 | Kenny Tibble     | GR Motosport        | Suzuki GSX R1000 | 0    |